# 3 Dywizjon Artylerii Ciężkiej (1939)
3 dywizjon artylerii ciężkiej (3 dac) – pododdział artylerii ciężkiej Wojska Polskiego II RP.
Dywizjon nie występował w pokojowej organizacji wojska. Został sformowany w 1939 przez 2 pułk artylerii ciężkiej z Chełma.

## Mobilizacja
3 dywizjon artylerii ciężkiej został zmobilizowany, zgodnie z planem mobilizacyjnym „W”, w dniach 31 sierpnia – 4 września 1939 roku, w I rzucie mobilizacji powszechnej. Jednostką mobilizującą był 2 pułk artylerii ciężkiej w Chełmie. Dywizjon był organiczną jednostką artylerii 3 Dywizji Piechoty Legionów. Mobilizacja przebiegła sprawnie pomimo przyspieszenia o jeden dzień terminu zakończenia mobilizacji.

## 3 dac w kampanii wrześniowej
4 września 1939 3 dac został załadowany  do transportów kolejowych w Chełmie Lubelskim. Jednocześnie 5 września  dywizjon został skierowany transportem kolejowym do Radomia przez Rejowiec, Lublin i Dęblin. Do rejonu koncentracji 3 DP Leg. nie dotarł z uwagi na ataki lotnictwa niemieckiego na linie kolejowe. Ponadto ze względu na decyzję Naczelnego Wodza z 6 września 1939 o wycofaniu Armii „Prusy” na wschodni brzeg Wisły, został zatrzymany na stacji Gołąb skąd przemaszerował do rejonu Puław. Podporządkowany został dowódcy Warszawskiej Brygady Pancerno-Motorowej. 8 września zajął stanowiska ogniowe w lesie 2 km od Państwowego Instytutu Rolniczego. 10 września rano nawiązał kontakt ogniowy z podchodzącymi do Wisły oddziałami niemieckimi. Ostrzał niemieckich oddziałów został przerwany w wyniku przecięcia połączeń telefonicznych pomiędzy punktami obserwacyjnymi, a stanowiskami ogniowymi, przez dywersantów. Wysłane patrole ujęły jednego z dywersantów. Intensywny ostrzał spowodował wyczerpanie amunicji w 3 dac. 12 i 13 września uzupełniono amunicję z Głównej Składnicy Uzbrojenia i Amunicji nr 2 w Stawach k/Dęblina. 

Od 12 września został podporządkowany dowódcy 39 Dywizji Piechoty (rez.), wspierał piechotę broniącą się na odcinku od Wólki Gołębskiej do Kazimierza. 14 września dywizjon skutecznie udaremnił próby forsowania Wisły pod Puławami przez niemiecką 29 Dywizję Piechoty Zmotoryzowanej. Wieczorem wraz z oddziałami 39 DP rez. rozpoczął odwrót, dotarł do lasu na północ od miejscowości Nasutów. Tam wszedł w skład zgrupowania ppłk. Zygmunta Bierowskiego, dowódcy 9 pułku piechoty Leg. 15 września wraz z zgrupowaniem maszerował do południowo-zachodniej części lasów kozłowieckich. 16 września po południu 3 dac w składzie zgrupowania kontynuował dobowy dzienno-nocny marsz, przez rejon Lublina, Jaszczów nad Wieprzem do lasu na południe od Białki, gdzie dotarto 17 września po południu. Ponowy marsz ze względu na obfite opady deszczu rozpoczęto 18 września przed świtem w składzie zgrupowania ppłk Zygmunta Bierowskiego. W południe 18 września osiągnięto rejon Pawłowa i zatrzymano się na postój w lasach koło Zalesia. W nocy 18/19 września kolumna marszowa zgrupowania przemieszczała się do lasu koło Wólki Orłowskiej, na północny wschód od Izbicy, w trakcie marszu znajdowała się pod ostrzałem artylerii niemieckiej. W wyniku ostrzału podczas marszu przez wieś Krupe, trafiona pociskiem jedna z armat utraciła cały zaprzęg, 2 kanonierów zostało rannych, a 1 bateria odłączyła się od dywizjonu. 19 września o świcie 3 dac bez 1 baterii, osiągnął las majątku Orłów na południowy zachód od Surkowa. Zajęto stanowiska ogniowe z których udzielono wsparcia oddziałom piechoty z 39 DP rez. walczących z niemiecką 4 DP. Podczas tych walk 2 bateria straciła haubicę. W nocy 19/20 września dywizjon (bez 1 baterii) wraz z piechotą oderwał się od niemieckich oddziałów i pomaszerował trasą przez Chełmiec, Kraśniczyn do Majdanu Skierbieszowskiego i razem z 95 pułkiem piechoty stanął na postoju. W południe 20 września wraz z 95 pp pomaszerował do Stanisławówki.

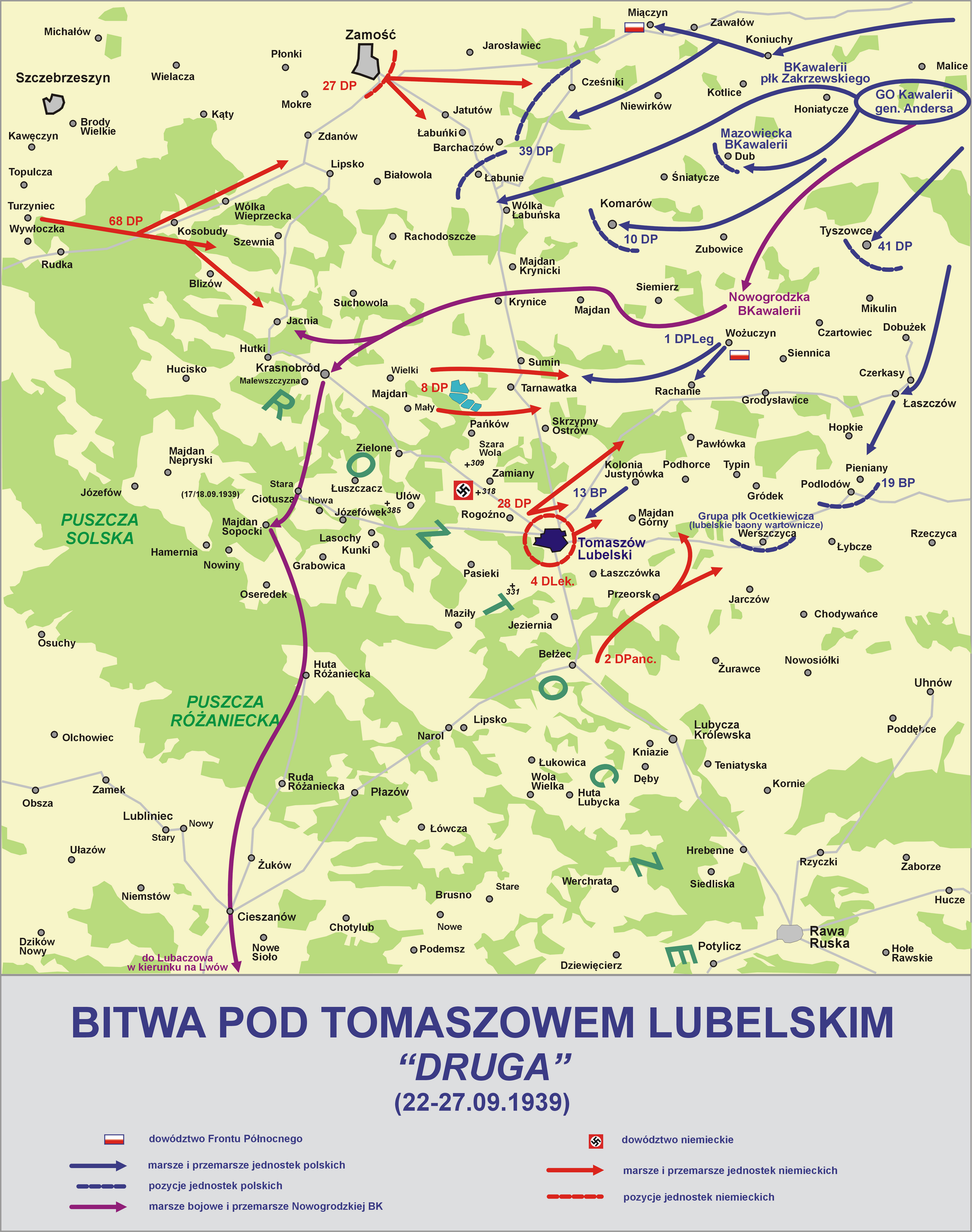

 W dniach 21–26 września 1939 roku dywizjon walczył w „drugiej” bitwie pod Tomaszowem Lubelskim. 3 dac wraz z całą artylerią 39 DP rez. został skoncentrowany w ciągu nocy 20/21 września do wsparcia natarcia na lasy Majdan Ruszowski-Majdan Krynicki, stanowiska ogniowe zajął w kolonii Horyszów Polski. 21 września o godz. 6.00 39 DP rez. uderzyła na stanowiska niemieckiej 27 DP. W nocy 21/22 września artyleria 39 DP rez., a wśród nich 3 dac zajęła nowe stanowiska ogniowe w rejonie Cześniki, kolonia Bożydar. O godz. 10.30 wyruszyło natarcie piechoty polskiej, zostało załamane w bardzo silnym ostrzale artylerii, niemieckiego VII Korpusu Armijnego. Pod ogniem niemieckiej artylerii znalazły się stanowiska artylerii 39 DP rez. Obie haubice dywizjonu podjęły pojedynek ogniowy z niemiecką artylerią. 23 września przed południem wraz z 39 DP rez. 3 dywizjon wyruszył w marsz do wsi Polanówka, którą osiągnął w nocy. Następnie 24 września wraz z piechotą, 3 dac dotarł do Krasnobrodu, który opanowała wcześniej kawaleria Nowogródzkiej Brygady Kawalerii. W Krasnobrodzie dołączyła bateria 1/3 dac. 25 września 3 dac wspierał natarcie własnej piechoty podczas walk z niemiecką 8 DP. Piechota 10 i 39 DP rez. atakowała wzgórza na południe od Krasnobrodu, w tym wzgórze 335,9 w grupie artylerii wspierającej natarcie znajdował się 3 dac z 4 działami. Od godz. 14.30 3 dac wspierał natarcie XXIX Brygady Piechoty na wzg. 304, które piechota odbiła z rąk niemieckich. Podczas tego natarcia w 2 baterii skończyła się amunicja. Ok. godz. 17.00 niemiecka piechota odbiła wzg. 304 z uwagi na zmniejszone wsparcie własnej artylerii. Baterie 3 dac znalazły się przejściowo pod ostrzałem niemieckiej artylerii. 26 września już po północy podjęto marsz przez Jacnię, Kaczórki, Malewszyznę do rejonu wsi Szopowe. Tu 3 dac odpoczywał przez cały dzień. W nocy 26/27 września otrzymano informację o kapitulacji, zniszczono i zakopano broń i wyposażenie, konie częściowo rozpuszczono. Rano 27 września 3 dac przestał istnieć. 

## Obsada personalna 3 dac
- dowódca dywizjonu – kpt. Edward Czujkiewicz
- dowódca kolumny amunicyjnej - ppor. rez. Julian Bartman[6]
- dowódca 1 baterii – kpt. Zygmunt Izbicki
- oficer ogniowy – ppor. Stanisław Dyrty
- dowódca 2 baterii – kpt. Józef Tkaczuk
- oficer ogniowy – ppor. rez. Wacław Pierściński
- dowódca plutonu  – ppor. Jan Bujak
- szef 2 baterii – st. ogn. Grześkowiak
- szef kolumny amunicyjnej – plut. Jan Karauda